# Joos de Momper

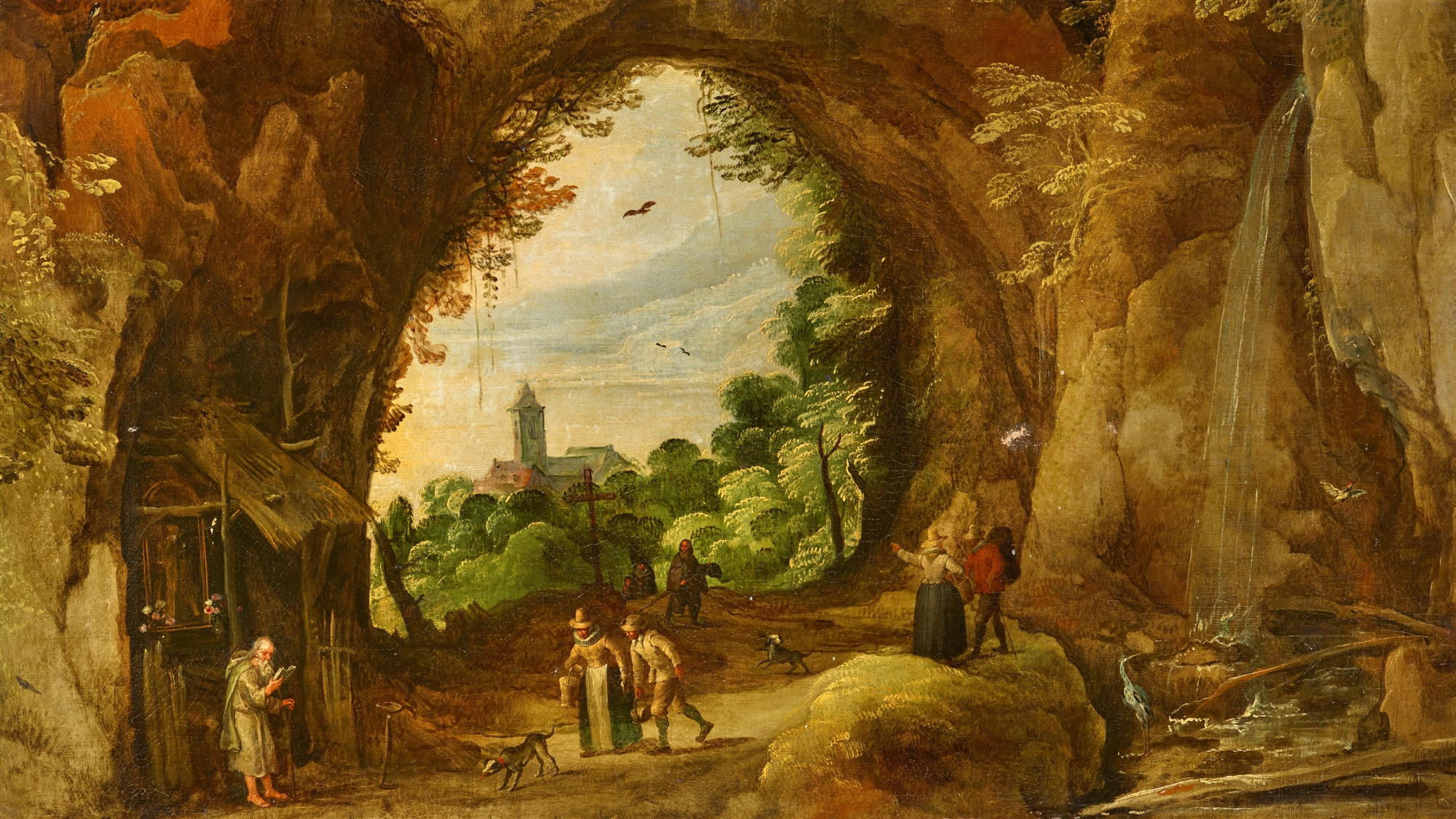
Grottenlandschaft mit Einsiedelei, ca. 1630, Figuren von Jan Brueghel dem Jüngeren

Joos de Momper der Jüngere (* 1564 in Antwerpen; † 5. Februar 1635 ebenda) war einer der bedeutendsten flämischen Landschaftsmaler. Seine Landschaftsdarstellungen zeigen den Übergang von der Weltlandschaft der Manieristen zur naturalistischen holländischen Landschaftsmalerei des 17. Jahrhunderts auf. Er arbeitete oft mit den Malern Jan Brueghel dem Älteren und Jan Brueghel dem Jüngeren zusammen.

## Leben

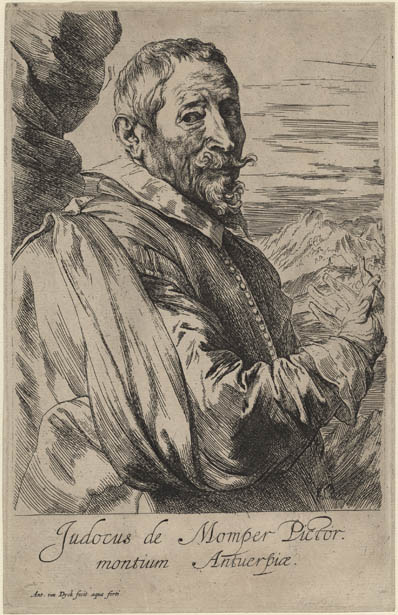
Joos de Momper der Jüngere, Kupferstich von Anthony van Dyck

Joos de Momper wurde in einer Künstlerfamilie in Antwerpen geboren und nach seinem Großvater benannt, der Landschaftsmaler war. Bereits sein Vater, Großvater und Urgroßvater waren Maler, sammelten Bilder, kauften, verkauften und verlegten Stiche aus aller Welt. Sein Vater war Bartholomeus de Momper der Ältere und seine Mutter Suzanna Halfroose. Er lernte malen von seinem Vater, der Maler, Kunsthändler, Drucker und Verleger war. 1581 wurde er mit nur 17 Jahren Meister in der Antwerpener Lukasgilde. Vermutlich reiste er in den 1580er Jahren nach Italien. Landschaftsfresken in der Kirche San Vitale in Rom, die früher Paul Bril zugeschrieben wurden, werden inzwischen Joos de Momper zugeschrieben.
Am 4. September 1590 heiratete er Elisabeth Gobijn. Das Paar hatte zehn Kinder, von denen Philippe de Momper Maler wurde. Der Maler Gaspard de Momper war entweder sein Sohn oder ein Neffe. Zu seinen Schülern zählten sein Sohn Philippe und Louis de Caullery, zu seinem Umfeld gehörten auch sein Neffe Frans de Momper und Hercules Pieterszoon Seghers.
De Momper genoss eine hochrangige Schirmherrschaft, wie die Tatsache zeigt, dass Erzherzogin Isabella Clara Eugenia von Spanien, die Gouvernante der südlichen Niederlande, 1616 einen Brief an den Magistrat von Antwerpen sandte, in dem er ihn aufforderte, de Momper von der Zahlung von Steuern und Gebühren zu befreien. Der Künstler konnte die Steuerbefreiung nutzen, da er in seinen späteren Jahren nicht mehr viel malen konnte wie zuvor und viel Geld im Gasthaus ausgab.
De Momper starb am 5. Februar 1635 in Antwerpen. Er hinterließ viele Schulden und sein Besitz wurde von seinen Gläubigern verkauft. Von Karel van Mander wurde er in dessen Sammlung von Künstlerbiografien, dem "Schilder-Boeck", als "exzellenter Landschaftsmaler" erwähnt (Noch is t'Antwerp eenen Ioos de Momper, die uytnemende is van Landtschap, hebbende een aerdighe handelinge.).

## Werk

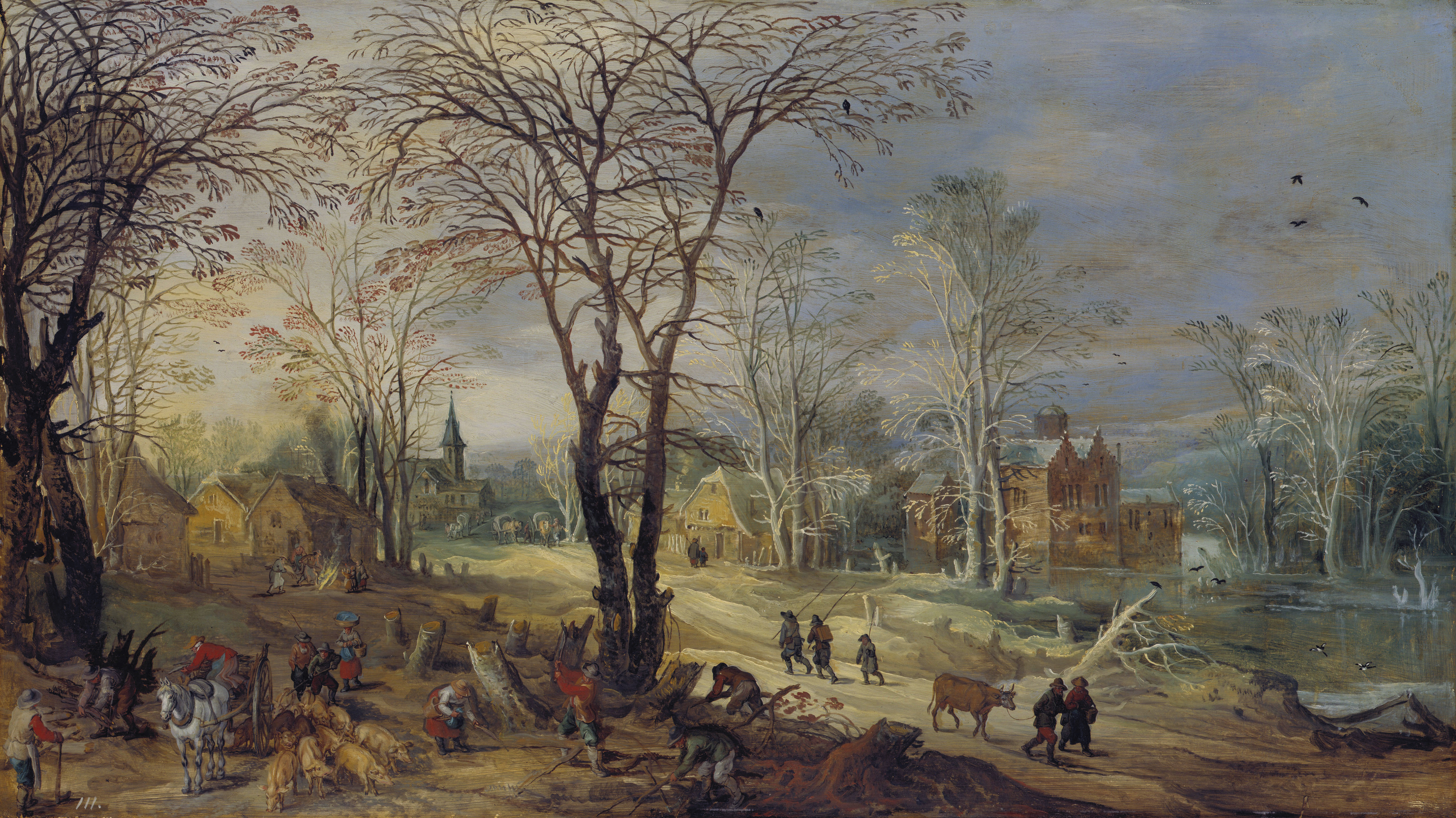
Herbst, ca. 1615

Bekannt ist Momper als Meister der Landschaftsmalerei. De Momper malte hauptsächlich Landschaften, das Genre, für das er zu Lebzeiten hoch angesehen war. Seine Werke wurden häufig in den prestigeträchtigen Galeriemalereien von (realen und imaginären) Sammlungen aus dem frühen 17. Jahrhundert gezeigt.
Er malte zum einen Fantasielandschaften, von einem hohen Standpunkt aus betrachtet, und verwendete einen konventionellen manieristischen Farbübergang von Braun im Vordergrund zu Grün und schließlich Blau im Hintergrund. Zum anderen malte er realistischere Landschaften mit einem niedrigeren Blickwinkel und natürlicheren Farben. Seine weiten Panoramen zeigen auch Gruppen kleiner Figuren. Er arbeitete oft mit Figurenmalern wie Frans II Francken, Pieter Snayers, Jan Brueghel dem Älteren und Jan Brueghel dem Jüngeren zusammen, meist auf großen, bergigen Landschaften, wobei die anderen Maler die Figuren malten und die Landschaft de Momper.

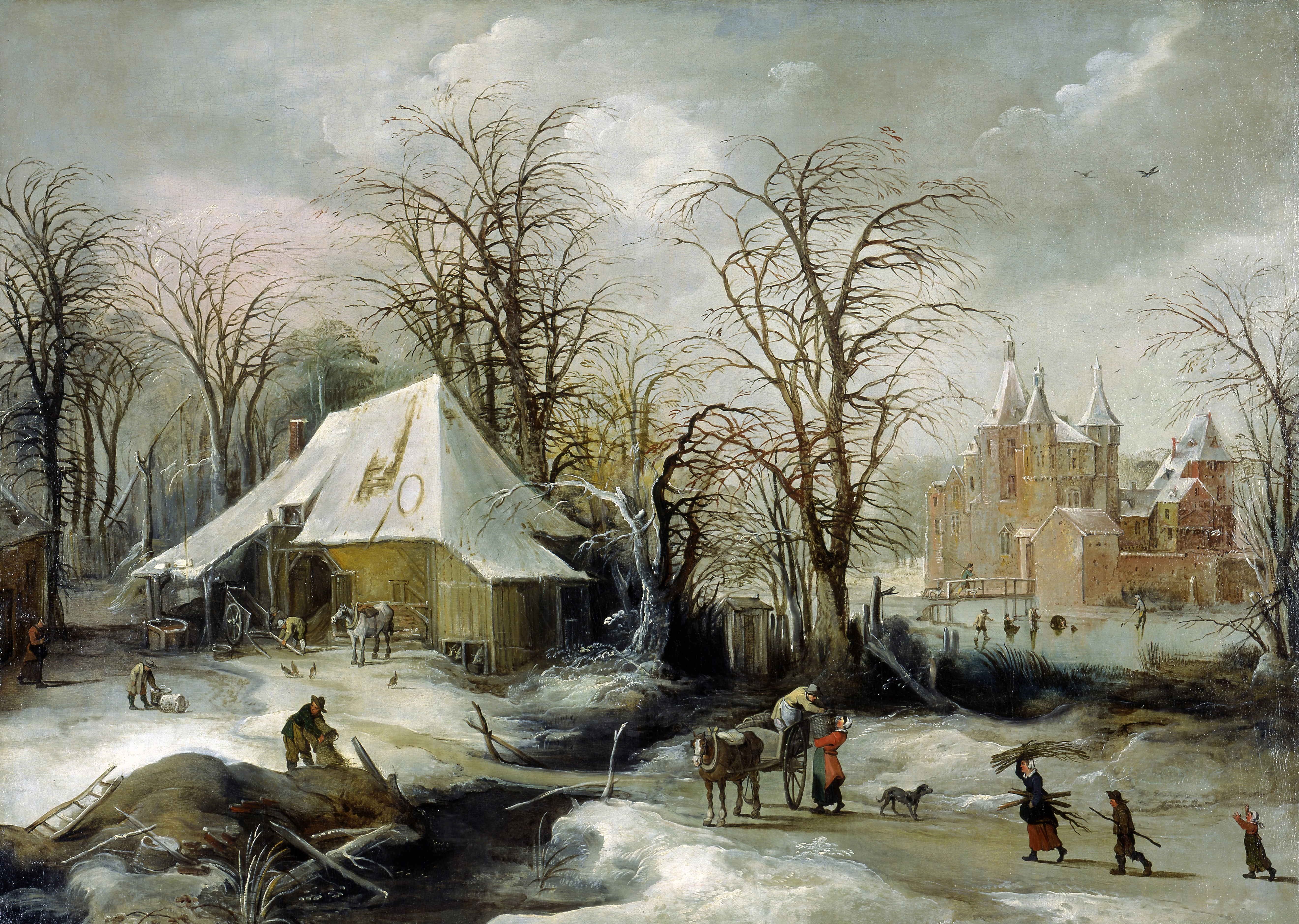
Winter, ca. 1628

De Mompers Werke sind hauptsächlich von den steilen, schroffen Alpenhängen und hohen Felsmassen inspiriert, die in Pieter Bruegel des Älteren Werk dargestellt sind. Seine Nähe zu Jan Brueghel dem Älteren hat eine Rolle bei seiner Auseinandersetzung mit den Bruegel-Motiven gespielt. Dies zeigt sich auch in einigen Motiven von De Mompers Werken, die auf Pieter Bruegels Neuerungen zurückgehen, wie Winterlandschaften und Getreideernten. Eines seiner Werke, das einen Sturm auf See darstellt, wurde früher Pieter Bruegel zugeschrieben, wird aber heute allgemein de Momper zugeschrieben.
Ein weiterer Einfluss auf De Momper war der des Landschaftsspezialisten Lodewijk Toeput, der später in Italien Karriere machte. De Momper betonte die Stilisierung gegenüber naturalistischen Effekten und nutzte Tiefe und Atmosphäre, um sein Ziel der räumlichen Konstruktion zu erreichen.

## Bekannte Werke
- Minervas Besuch in den Musen (mit Hendrik van Balen für die Figuren und Jan Brueghel dem Älteren für die Blumen), Königliches Museum der Schönen Künste, Antwerpen
- Flämischer Markt und Waschplatz, Museo del Prado, Madrid
- Landschaft mit der Versuchung Christi, Nationalmuseum, Prag
- Große Berglandschaft, Liechtenstein Museum, Wien
- Dünenlandschaft mit Reisenden und Rindern, Nationalmuseum, Warschau
- Berglandschaft mit Reisenden und einem gebrochenen Baum, Nationalmuseum, Warschau

Weitere Werke sind zudem im Herzog Anton Ulrich-Museum in Braunschweig, in der Alten Pinakothek in München, in der Hamburger Kunsthalle, im Museum der bildenden Künste zu Leipzig, in der Alten Sammlung des Saarlandmuseums, im Kunsthistorischen Museum Wien und in der Gemäldegalerie Alte Meister in Dresden zu besichtigen.

## Galerie

Ausgewählte Werke
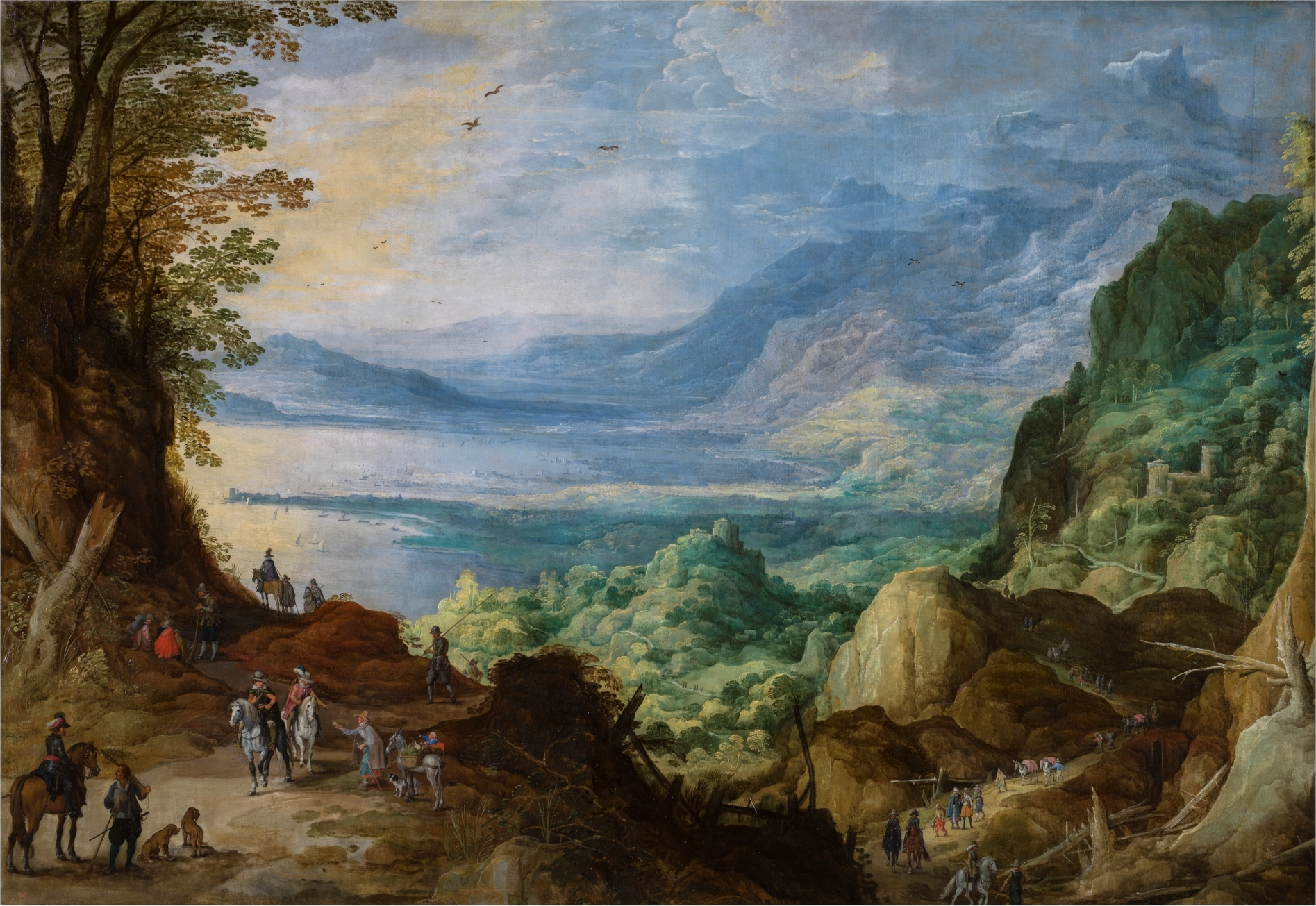
Landschaft mit Meer und Bergen, c. 1623, Museo del Prado, Madrid
Felsige Landschaft mit einem Wasserfall, c. 1610, Eremitage (Sankt Petersburg), Sankt Petersburg
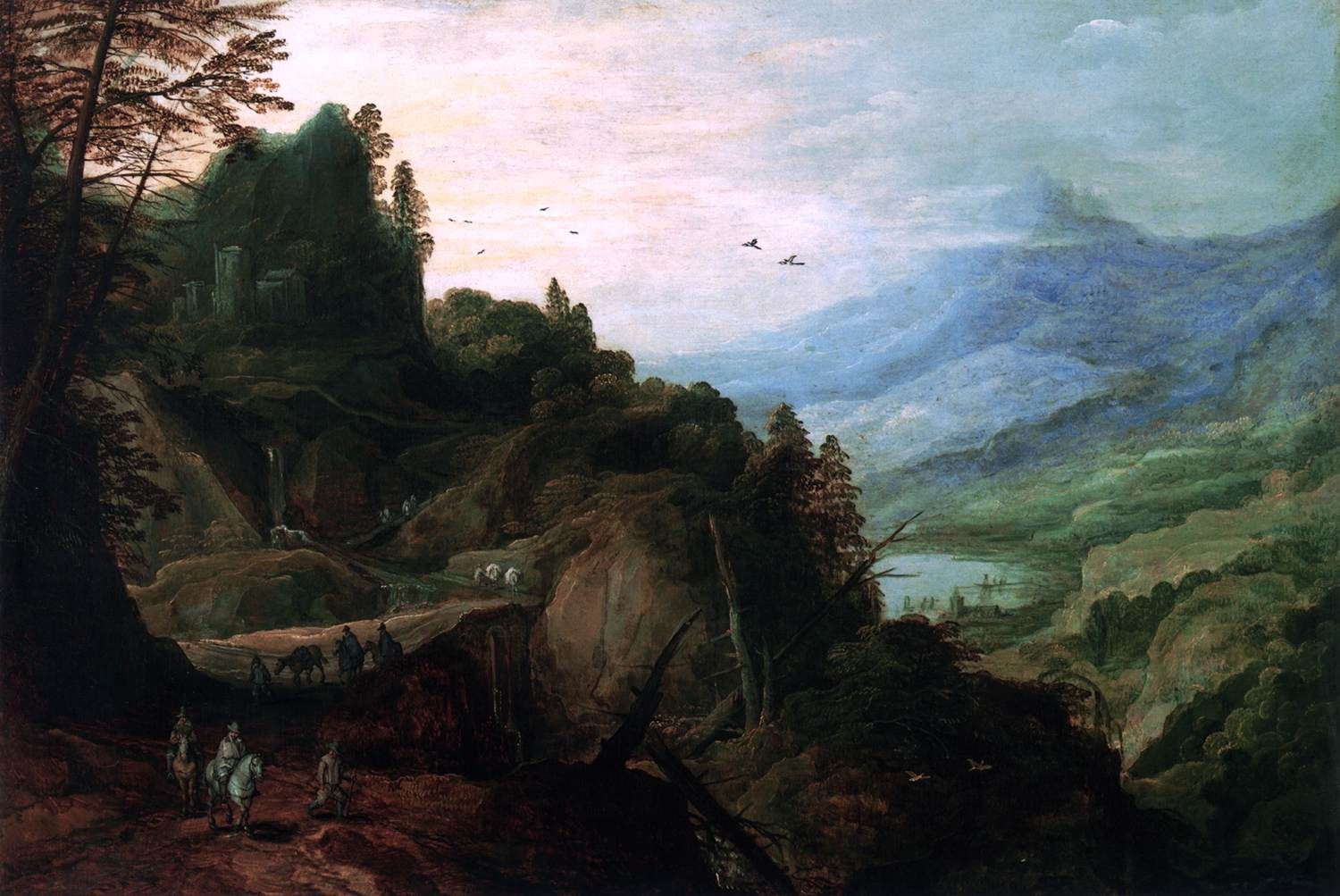
Landschaft mit einem Gebirgspass, c. 1620, Liechtenstein Museum, Wien
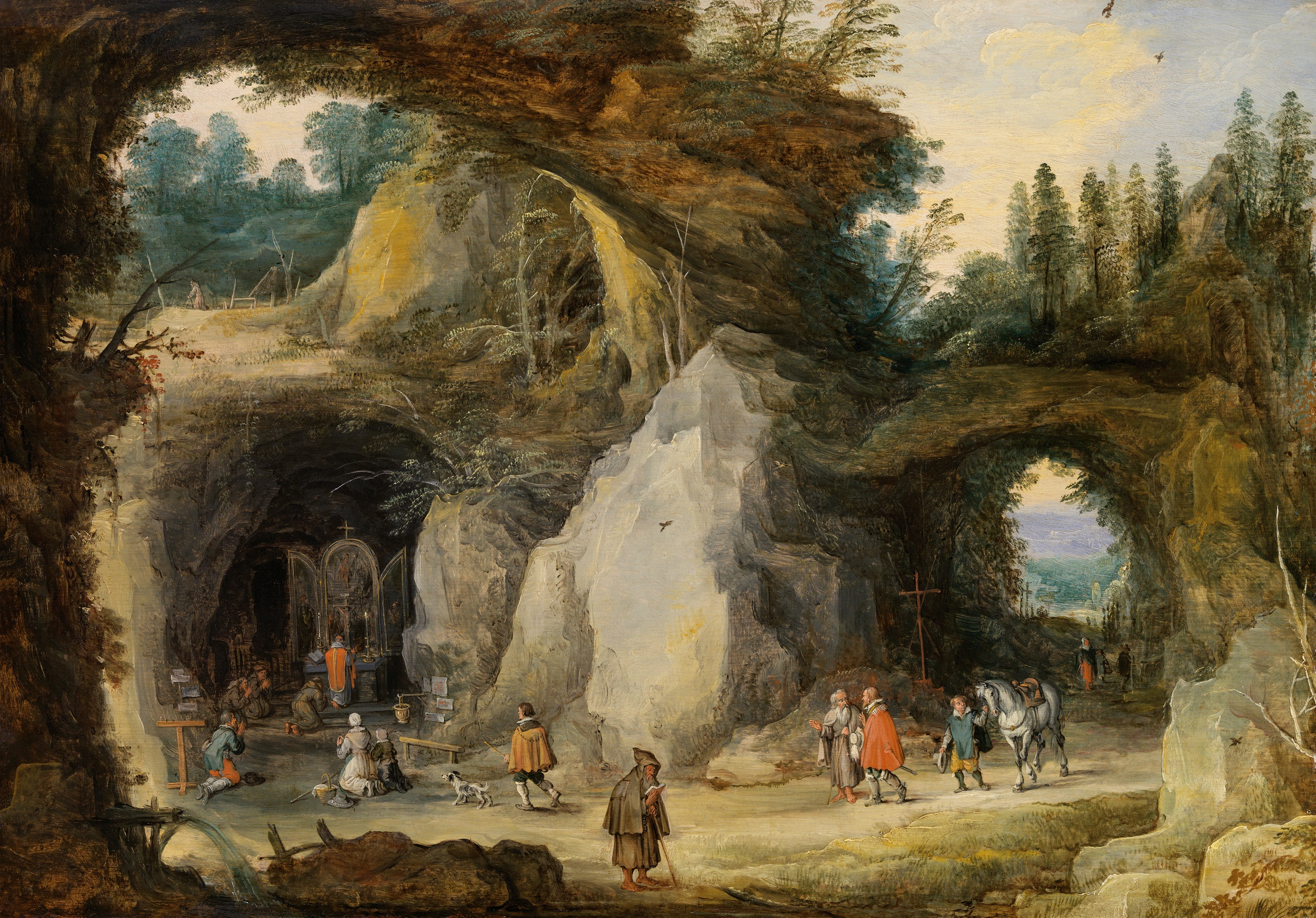
Berglandschaft mit Pilgern in einer Grottenkapelle, c. 1616, Liechtenstein Museum, Wien
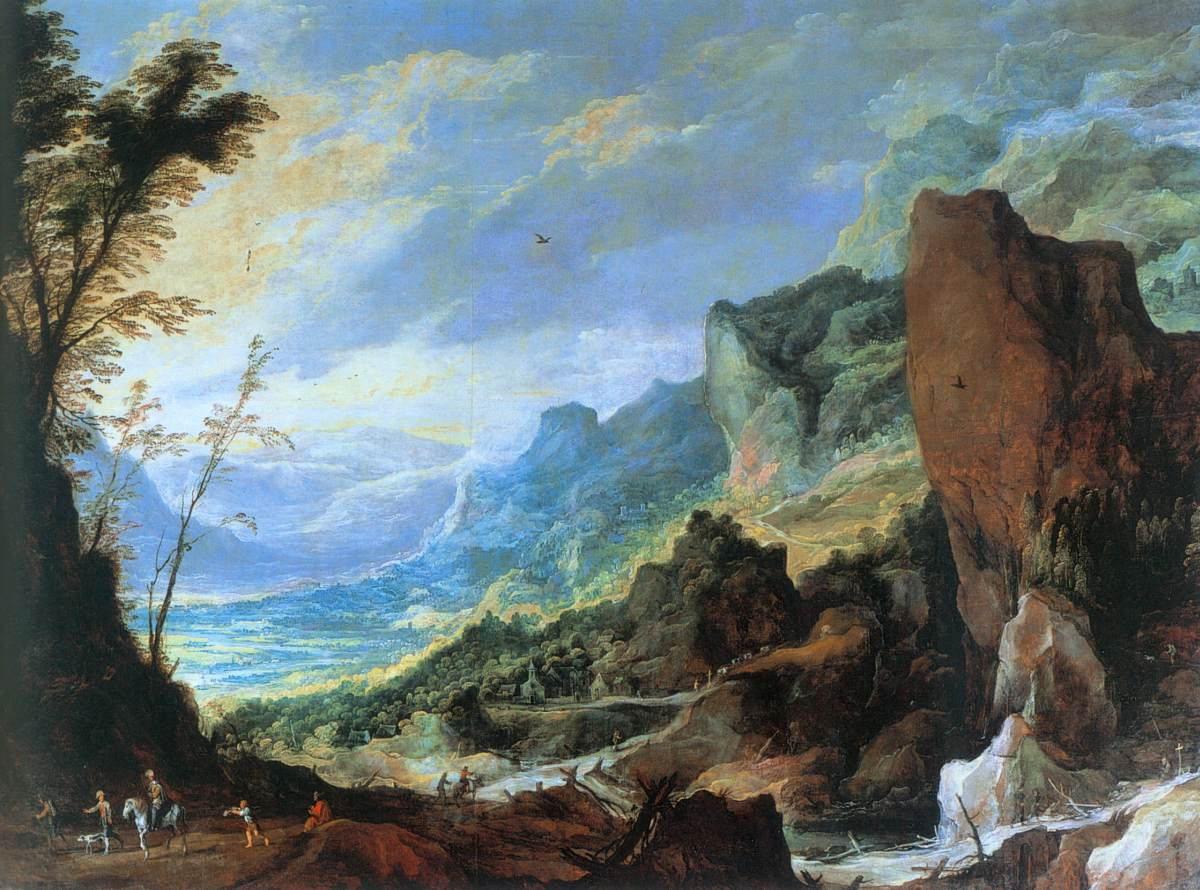
Berglandschaft, ca. 1625, Kunsthistorisches Museum, Wien
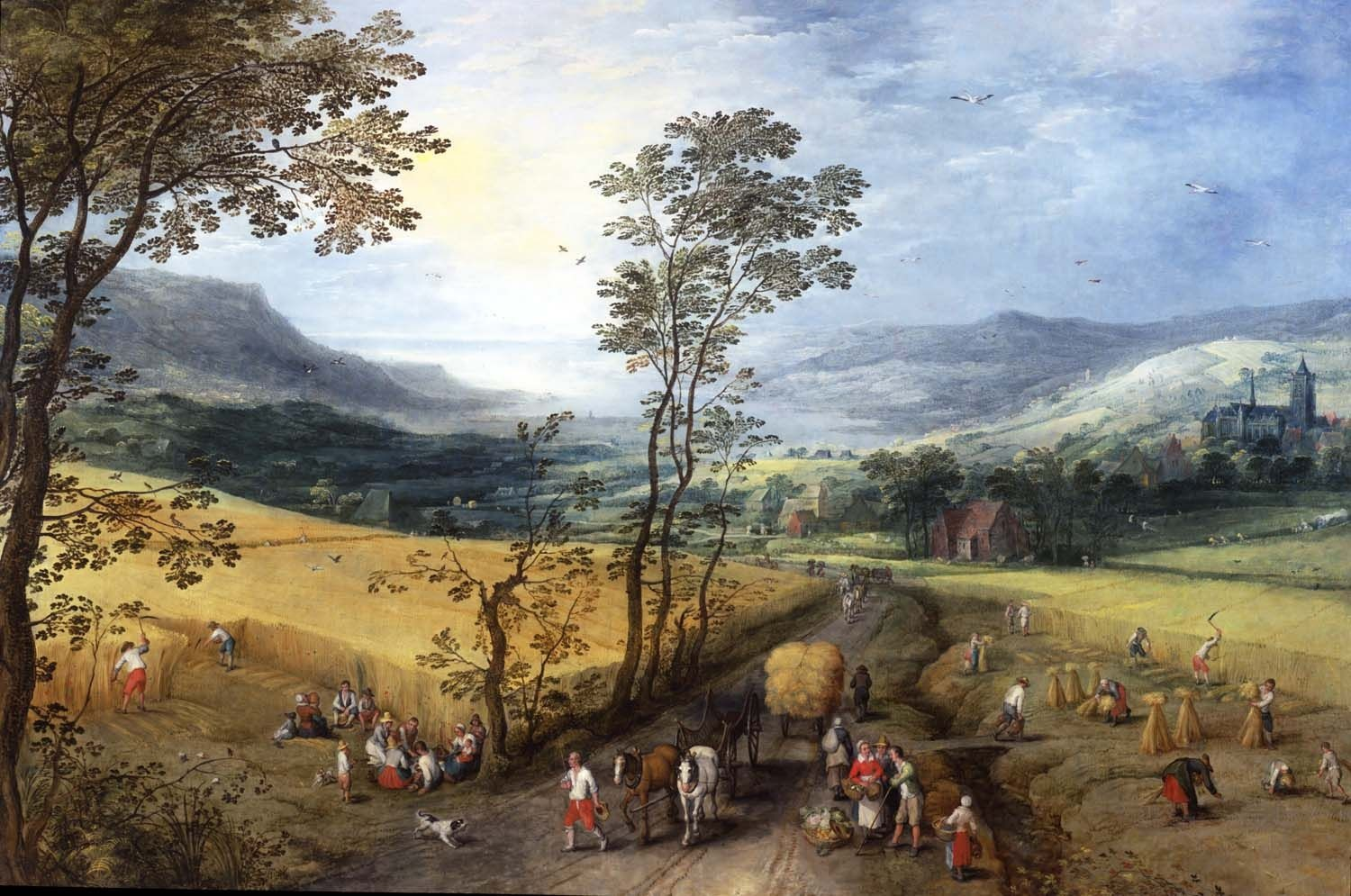
Sommerlandschaft mit Erntehelfern, Toledo Museum of Art, Toledo (Ohio)